# 貝斯奇察河 (奧得河支流)
51°11′41″N 16°55′03″E / 51.194727°N 16.917614°E

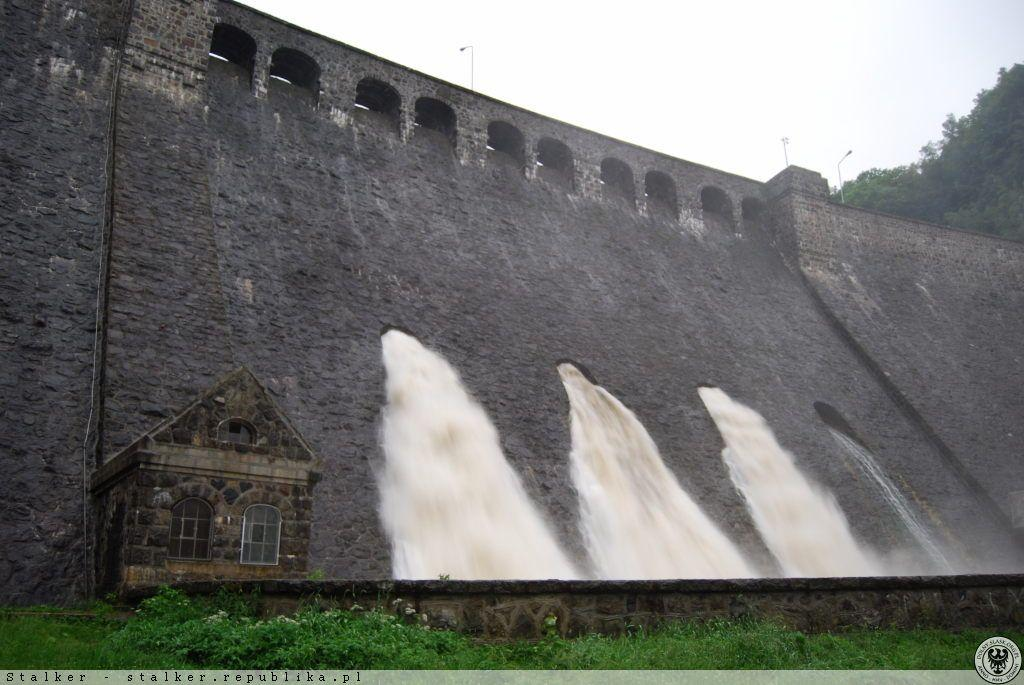

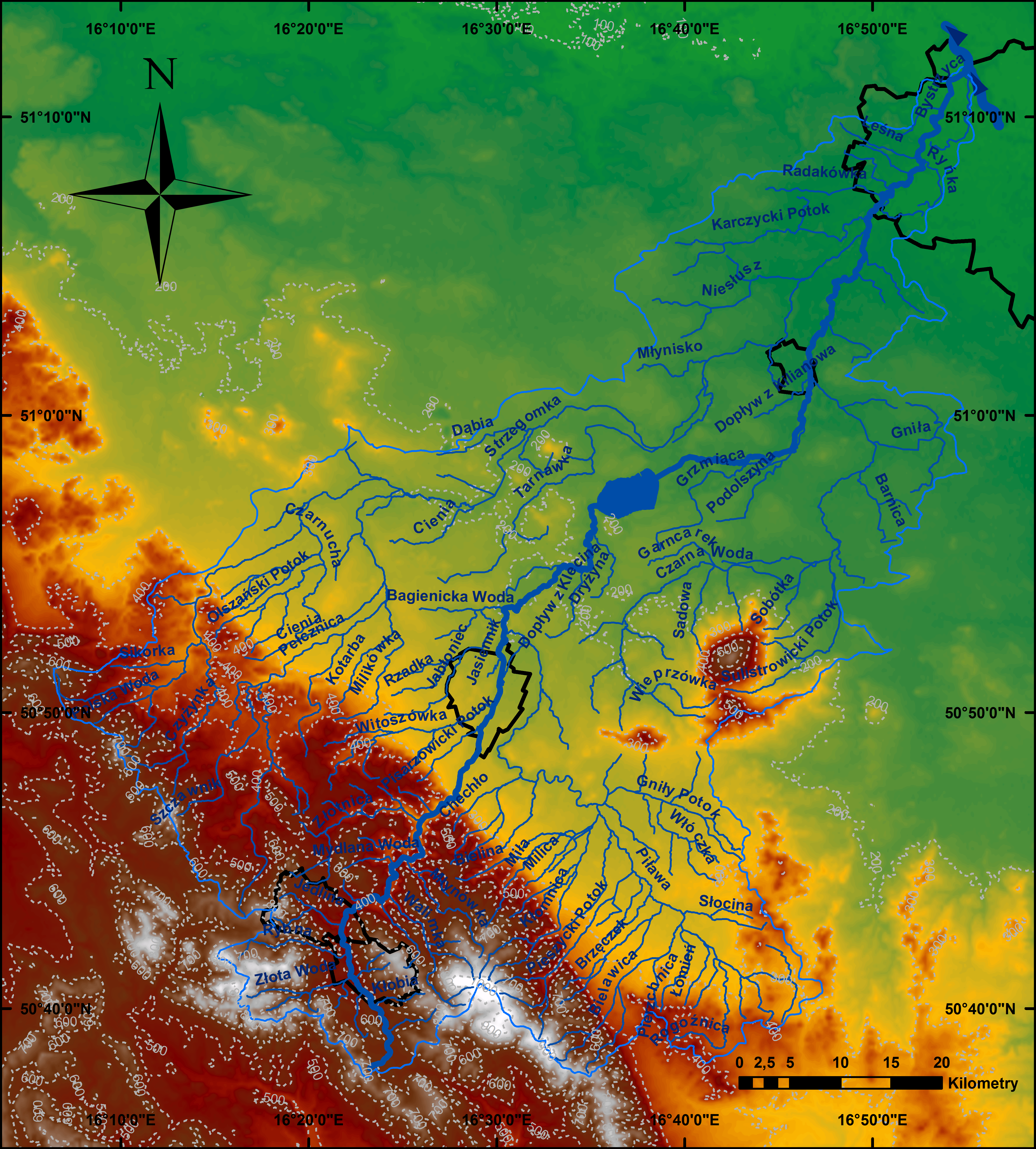

貝斯奇察河是波蘭的河流，位於該國東南部，處於下西里西亞省，屬於奧得河的左支流，河道全長95公里，流域面積1,768平方公里，河畔城鎮有希維德尼察、格武希察、耶德利納-茲德魯伊和弗羅茨瓦夫的孔蒂。